# هوبير أكوين
هوبير أكوين (بالفرنسية: Hubert Aquin)‏ (24 أكتوبر 1929، مونتريال في كندا - 15 مارس 1977، مونتريال في كندا)؛ مخرج أفلام، كاتب، محرر، صحفي وروائي كندي.

## روابط خارجية
- هوبير أكوين على موقع IMDb (الإنجليزية)
- هوبير أكوين على موقع قاعدة بيانات الفيلم (الإنجليزية)